# Дельштедт
Дельштедт (нім. Döllstädt) — громада в Німеччині, розташована в землі Тюрингія. Входить до складу району Гота. Складова частина об'єднання громад Фанер-Геге.
Площа — 13,37 км2. Населення становить 1082 ос. (станом на 31 грудня 2021).

## Галерея

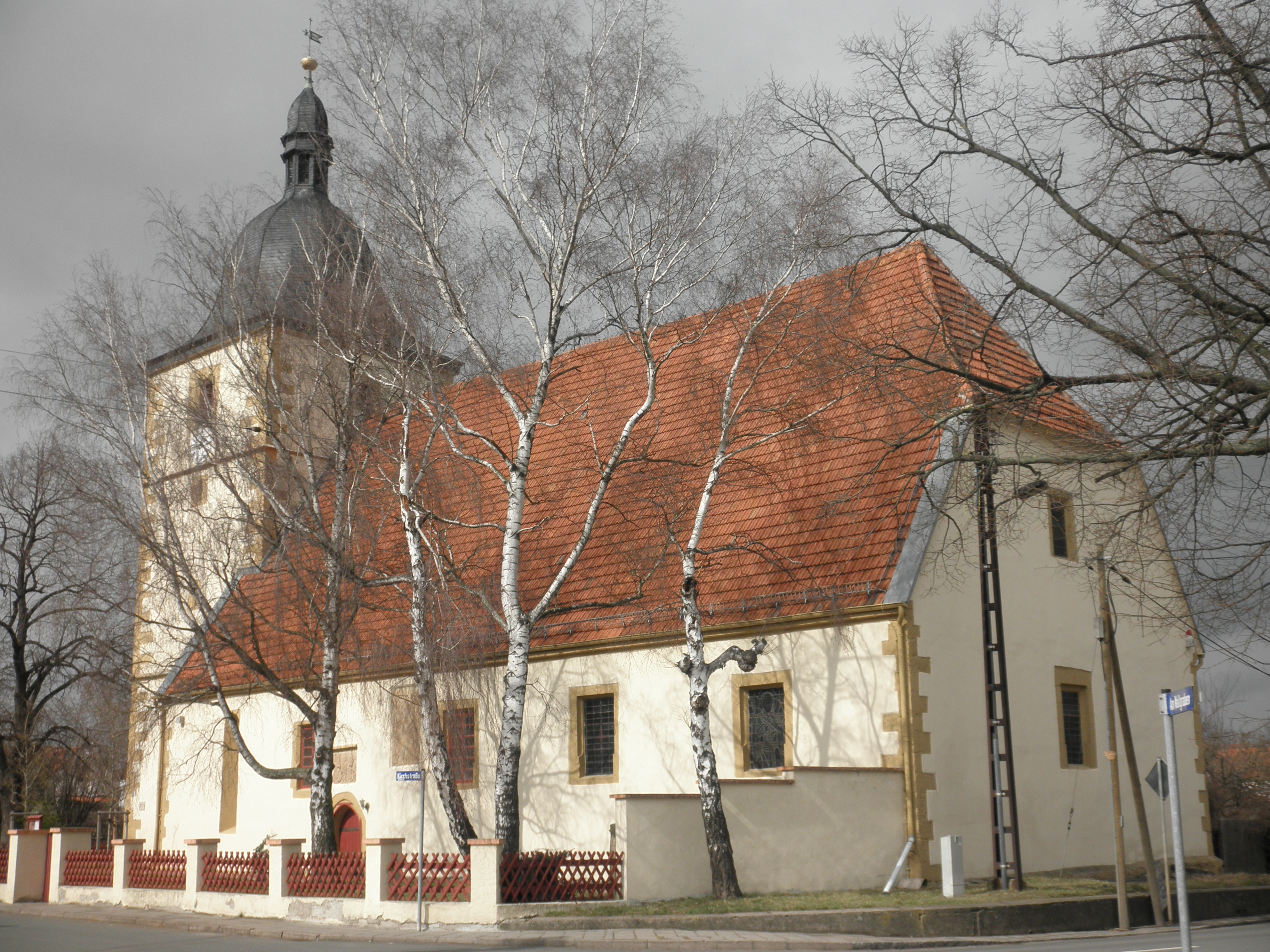
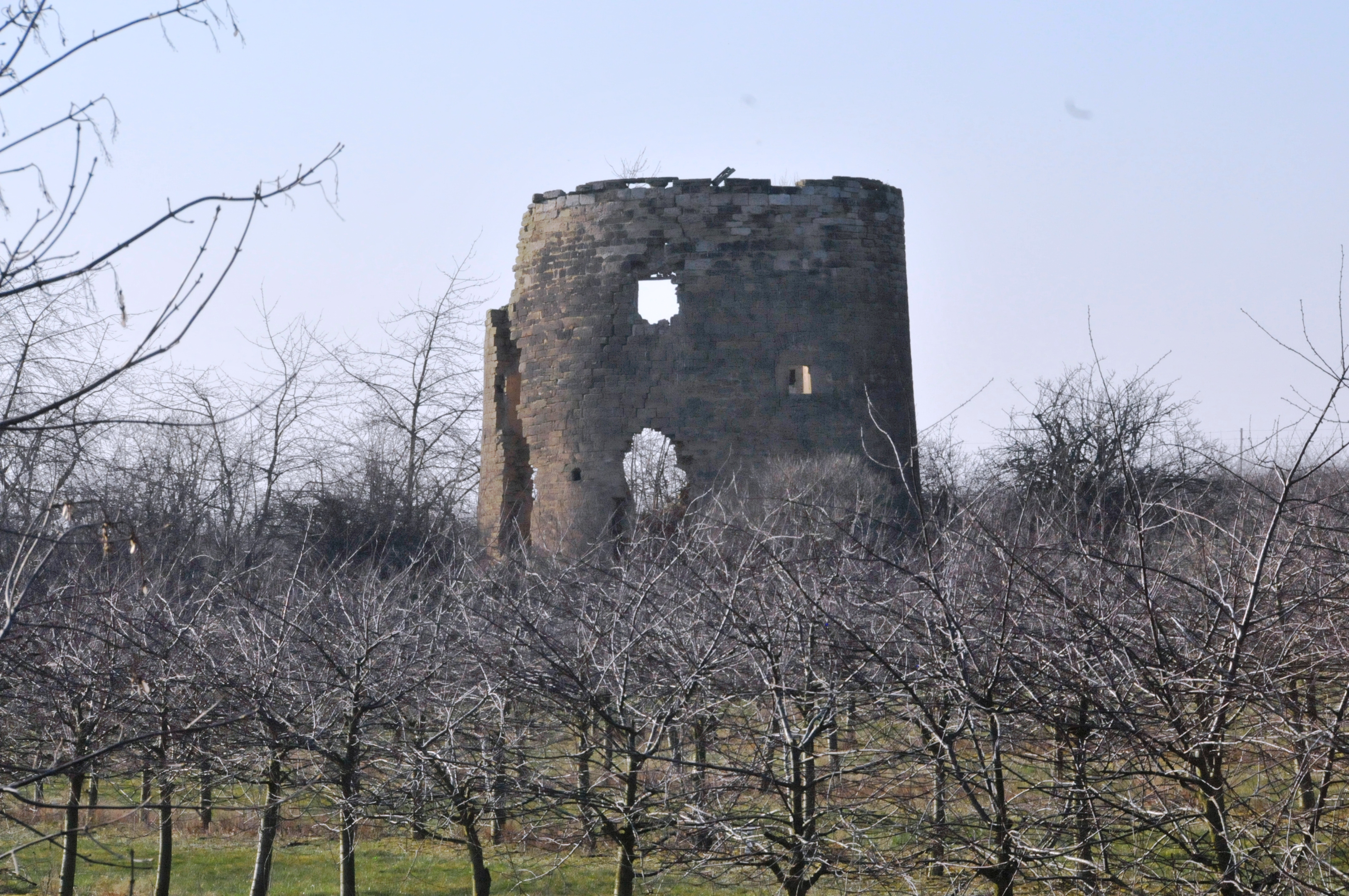